# Aerials (pesem)
"Aerials" je singel heavy metal glasbene skupine System of a Down. Izšel je leta 2002 v njihovem drugem albumu Toxicity, ki je skupini leta 2003 prinesel drugo nominacijo za nagrado Grammy za najboljšo hard rock izvedbo.
Pesem je dosegla prvo mesto na lestvicah Billboard Alternative Songs (alternativne pesmi) in Mainstream Rock. To je bil prvi hit skupine.

## Videospot
Glasbeni video sta režirala Shavo Odadjian in David Slade. V videoposnetku je prikazan izmaličen fant, ki sanja o slavi, a ko o njemu podvomi drug fant, se vrne v osamljeno realnost.

## Seznam pesmi
| CD singel | CD singel                               | CD singel                   | CD singel                     | CD singel |
| Št.       | Naslov                                  | Besedilo                    | Glasba                        | Dolžina   |
| --------- | --------------------------------------- | --------------------------- | ----------------------------- | --------- |
| 1.        | „Aerials‟                               | Serj Tankian Daron Malakian | Daron Malakian                | 3:57      |
| 2.        | „Toxicity‟ (V živo)                     | Serj Tankian                | Shavo Odadjian Daron Malakian | 3:38      |
| 3.        | „Sugar‟ (V živo)                        | Serj Tankian                | Shavo Odadjian Daron Malakian | 4:10      |
| 4.        | „P.L.U.C.K.‟ (V živo)                   | Serj Tankian                | Daron Malakian                | 4:09      |
| 5.        | „Aerials‟ (Posnetek v živo/DVD verzija) | Serj Tankian Daron Malakian | Daron Malakian                |           |

| Avstralski singel | Avstralski singel             | Avstralski singel           | Avstralski singel             | Avstralski singel |
| Št.               | Naslov                        | Besedilo                    | Glasba                        | Dolžina           |
| ----------------- | ----------------------------- | --------------------------- | ----------------------------- | ----------------- |
| 1.                | „Aerials‟                     | Serj Tankian Daron Malakian | Daron Malakian                | 3:57              |
| 2.                | „Toxicity‟ (Različica v živo) | Serj Tankian                | Shavo Odadjian Daron Malakian | 3:38              |
| 3.                | „P.L.U.C.K.‟ (V živo)         | Serj Tankian                | Daron Malakian                | 4:09              |

| UK CD1 | UK CD1                    | UK CD1                      | UK CD1                        | UK CD1  |
| Št.    | Naslov                    | Besedilo                    | Glasba                        | Dolžina |
| ------ | ------------------------- | --------------------------- | ----------------------------- | ------- |
| 1.     | „Aerials‟                 | Serj Tankian Daron Malakian | Daron Malakian                | 3:57    |
| 2.     | „Toxicity‟ (V živo)       | Serj Tankian                | Shavo Odadjian Daron Malakian | 3:38    |
| 3.     | „P.L.U.C.K.‟ (V živo)     | Serj Tankian                | Daron Malakian                | 4:09    |
| 4.     | „Aerials‟ (Videoposnetek) | Serj Tankian Daron Malakian | Daron Malakian                |         |

| UK CD2 | UK CD2                                                                 | UK CD2                      | UK CD2                        | UK CD2  |
| Št.    | Naslov                                                                 | Besedilo                    | Glasba                        | Dolžina |
| ------ | ---------------------------------------------------------------------- | --------------------------- | ----------------------------- | ------- |
| 1.     | „Aerials‟                                                              | Serj Tankian Daron Malakian | Daron Malakian                | 3:57    |
| 2.     | „Streamline‟ (Alternativna verzija (iz soundtracka The Scorpion King)) | Serj Tankian                | Daron Malakian                | 3:38    |
| 3.     | „Sugar‟ (V živo)                                                       | Serj Tankian                | Shavo Odadjian Daron Malakian | 4:10    |

| 7" singel | 7" singel                   | 7" singel                                        | 7" singel                                        | 7" singel |
| Št.       | Naslov                      | Besedilo                                         | Glasba                                           | Dolžina   |
| --------- | --------------------------- | ------------------------------------------------ | ------------------------------------------------ | --------- |
| 1.        | „Aerials‟                   | Serj Tankian Daron Malakian                      | Daron Malakian                                   | 3:57      |
| 2.        | „Snowblind‟ (Album verzija) | Geezer Butler Tony Iommi Ozzy Osbourne Bill Ward | Geezer Butler Tony Iommi Ozzy Osbourne Bill Ward | 4:40      |

## Položaj na lestvicah
| Lestvica (2002)                      | Najvišji položaj |
| ------------------------------------ | ---------------- |
| Avstralija (ARIA)                    | 36               |
| Nemčija (Official German Charts)     | 80               |
| Irska (IRMA)                         | 35               |
| UK Singles (OCC)                     | 34               |
| US Billboard Hot 100                 | 55               |
| ZDA: Alternative Airplay (Billboard) | 1                |